# TS CUBIC CARD
TS CUBIC CARD（ティーエス キュービックカード）は、トヨタファイナンスが発行するクレジットカードである。

## 概要
「ティーエス キュービックカード」という名称は、生活をドライビング・ファイナンシング・ライフスタイルの3つの側面から立体（CUBIC）的にサポートする（TS：Total Support）という意味である。
トヨタグループの財務基盤を活用した直営化により、会員情報や取引動向のより深い戦略的活用を図り、自社商品の販売促進のみならず消費者向け信販、金融事業を単体で利益事業化することを狙って、2001年7月からトヨタファイナンスがクレジットカード事業に参入した。これに伴い、従来から存在したトヨタカード（JCB、UC及びMC（現・UFJ）との提携カード）からの切替が行われた。
なお、2004年9月8日以前は「TS CUBIC」は読みは同じで「TS3」と表記されていた。「TS3」表記はカードブランドを示すアクセプタンスマークにて引き続き利用されている。
クレジットカードにETCとQUICPayを同時に一体化したカードを発行できる点が特徴の一つとなっている。カードローンの貸付利率が他のクレジットカード会社と比べて低利（利息制限法の範囲）であるが、2009年4月以降の新規発行分より全国展開のクレジットカード会社では初めてカードローン枠の付与を一律廃止することを発表・実施し、融資残高を縮小させている（融資枠の廃止はビューカードなどが追従した）。このため、同時期以降に入会した者は海外キャッシングサービスも利用不可となっている。
クレジットカードの有効会員数は2009年時点では約700万人であったが、2010年10月の大型提携カードであるENEOSカードの発行開始により、2011年10月に900万人を突破した。

## 種類

### TS CUBIC CARD
プロパーカードであるが、ほとんどのTS CUBIC CARD（提携含む）はトヨタ自動車運営のポータルサイトであるGAZOO.comのID機能を標準装備（カード送付台紙に掲載）しているため、事実上、トヨタ自動車（他の提携先含む）との提携カードという形態となっている。カードのグレードはそれぞれ、レギュラー・セレクト（海外旅行保険付き）・ゴールドがあり、国際ブランドは、VISA・MasterCard・JCBからの選択が可能（一部を除く）。また、TOYOTA・HINO・DAIHATSUのTS CUBIC CARDには、1枚の本カードにETC機能やQUICPayに加えて、JAF会員証（裏面に印字）を重ねて一体化させることができる。
トヨタ販売店・ダイハツ販売店での自動車購入時にTOYOTA（DAIHATSU）TS CUBIC CARDに入会するとキャッシュバック特典が受けられるため、ディーラー経由での申込が多い。またこれらのディーラーでは、自動車・オプション購入費用（基本的に50万円まで）、車検・修理整備費用などをショッピングとして決済したり（クレジットポイントが付与）、貯めたポイントから費用を充当することができる。
コーポレートカードも存在するが、トヨタグループの法人に限定して発行されている。
トヨタ自動車単独の「TOYOTA TS CUBIC CARD」のほか、以下のバリエーションが存在する。
- DAIHATSU TS CUBIC CARD（ダイハツ工業）
- HINO TS CUBIC CARD（日野自動車）
- トヨタレンタリース フリクエンド ドライバーズクラブ TS CUBIC CARD（トヨタ自動車）
- あいおいニッセイ同和TS CUBIC CARD（あいおいニッセイ同和損害保険（旧:あいおい損害保険））
- ジェームス TS CUBIC CARD（タクティー)
- TOYOTA TS CUBIC VIEW CARD （東日本旅客鉄道・株式会社ビューカード。Type IIカードであるがSuicaでは無く代わってQUICPayを内蔵しており、またVIEWアルッテや多機能自動券売機を用いた他のSuicaカードへのSuicaチャージやモバイルSuicaの利用（年会費は当面無料）が可能となっている。）
- トヨタFS証券 TS CUBIC CARD（トヨタファイナンシャルサービス証券。証券総合口座の取引カード一体型。2008年2月取扱終了。）

### レクサスカード
日本において、レクサス店で購入したレクサスオーナーのみに展開する、自動車金融サービスの総称である「レクサス ファイナンシャルサービス」の枠組みで提供するクレジットカード。現在トヨタファイナンスが発行する唯一のVISAプラチナカード。

### 提携カード
主な提携カード
- トヨタレンタカー　ビジネスメンバーカード（トヨタレンタリース。事業用途で使用する法人向けのハウスカード、略称はTRBM。）
- 野村マイファーストカード（野村證券。サービス終了）
- ニッセイカードtype one（日本生命保険）
- TOKAIカード（TOKAI）
- OSAKA PiTaPa JCBカード（大阪メトロサービス）
- KOBE PiTaPa Masterカード（KOBEカード協議会。サービス終了）
- CGCグループカード（一部のCGCグループ加盟企業。2025年1月31日サービス終了予定）
- 名古屋グランパスオフィシャルカード（名古屋グランパスエイト）
- auじぶんcard（旧：KDDI THE CARD）（じぶん銀行・KDDIフィナンシャルサービス、2016年3月31日サービス終了）
- kahma neo（カーマ〔現・DCM〕。サービス終了）
- 海陽学園カード（海陽中等教育学校）
- 日興プラチナデビットカード（日興コーディアル証券（現:SMBC日興証券）。同社の証券取引総合口座保有者が申込可能なVISAデビットカードであり、決済金額は即時、証券取引総合口座のMRF・預かり金口座から引き落とされる。カードグレードはVISAプラチナカードであり、専用の電話窓口や独自の優待サービスの他、VISA Internationalが提供するプラチナカードの優待サービスを利用することができた。年会費は2万5千円。2010年にまでに事業終了）
- リゾートトラストカード（リゾートトラスト、同社リゾート会員権保有者が申込可能）
- トレッサスイタイルカードプラス（トヨタオートモールクリエイト、QUICPay・ETCクレジット決済機能のみ）
- JOMO CARD PLUS / JOMO CARD Light（JXエネルギー（旧：ジャパンエナジー）。2010年9月で新規受付終了）
- JOMOクレジット法人カード（JXエネルギー（旧：ジャパンエナジー）、事業用途で使用する法人向けのハウスカード。新規受付終了）
- カラフルタウンカード（カラフルタウン岐阜。2025年8月31日サービス終了予定）
- フィールタウンカード（フィールタウン）

#### ENEOSカード
2010年10月1日よりJXTGエネルギー（現・ENEOS）との提携により、個人向けの「ENEOSカード（C/P/S）」を発行している。ENEOSホールディングスの前身である新日本石油が三菱UFJニコスと提携して発行されているNICOS発行の「ENEOSカード」は、TS3発行の「ENEOSカードC」とほぼ同じ特典へと改定のうえ「ENEOSカード（NICOS）」として新規受付が継続されているが、任意で既存の「ENEOSカード（NICOS）」に登録されている取扱店（サービスステーション）の情報を引き継いでTS3発行の「ENEOSカード(C/P/S)」を新規申込する切替手続きも可能となっている（NICOS券面印字のID番号を記入。要TS3審査。）。トヨタファイナンスはもう一方の前身であるジャパンエナジーとの提携で2002年より「JOMOカード」を発行していたが、ENEOSカード（C/P/S）発行開始前に停止されている（カード有効期限まで使用可能）。
なお、営業車両（4トン未満の普通自動車）の給油決済など法人利用を対象としたビジネスカード（ハウスカード）である「ENEOS BUSINESSカード」は、三菱UFJニコス（NICOS）発行のものが2012年3月末までの有効期限到来を以てカード契約が終了されることになり、2011年7月頃よりトヨタファイナンス発行の「ENEOS BUSINESSカード」の新規受付がサービスステーションで行われるようになっている。

## PiTaPa
#TS CUBIC CARD の会員は「TS CUBIC PiTaPaカード」を申し込む事が出来る（下表以外の提携カードは対象外）。また、PiTaPaの機能を搭載した提携カードは次表の通りである。
| カードの名称 | 提携先             | 国際ブランド |
| ------------ | ------------------ | ------------ |
| OSAKA PiTaPa | 大阪メトロサービス | JCB          |
| KOBE PiTaPa  | KOBEカード協議会   | MasterCard   |

## QUICPay
トヨタグループは1999年にジェーシービーとの提携により非接触ICカードによるポストペイ決済・プリペイド決済システムをMEGA WEBで実用化し、2004年以降、ジェーシービーが主幹事的に開発していたQUICPay（以下、QP）の加盟店開拓・会員拡大に携わるようになる。トヨタファイナンスの発行するQP会員は2008年11月現在で338万会員を超えている。なお、トヨタファイナンスおよびトヨタ自動車（ミッドランドスクエア拠点等）の社員証にはQUICPayが搭載されている。
TS CUBIC CARD（ENEOSカードなど一部提携カードを含む）では、「カード単体型（QP専用のFelicaカード）」「QUICPayモバイル」を本カードに紐付ける形で追加契約し利用する他、本カードにQP用のFelicaチップを内蔵した「カード一体型（ETC一体型との重複も可能）」の3タイプが有る。
また、TS CUBIC CARD（クレジットカード）を発行せずに、原則QUICPayのみのクレジット契約となるサービスを独自に開発・展開している。

### クレジットカードを必要としないQUICPay
QUICPayに対応しているクレジットカードの会員でなくてもQUICPayを利用する事が出来るサービスであり、クレジットカードと同等又はこれに準ずる審査のうえQUICPayの利用が可能となる。一般的なクレジットカード（国際ブランド付きカード）は発行されない。
おサイフくんQUICPay
- 2008年2月18日に募集開始。「QUICPayモバイル」を利用対象としており、おサイフケータイ（対応するキャリアはQUICPayモバイルと同じ）が必要である。利用にあたってはJCBカード（TS3のブランド開放）としての16桁の会員番号が契約書面およびWebサービス上で表記され、それに紐付く形で「QUICPayモバイル」契約が付帯する体系となっている。そのため、JCBの番号を用いることでプラスチックカードの提示が不要な通信販売や公共料金などの決済用途にTS3 JCBカードとして使用することも可能である（クレジット番号のみの発行形態はVJAグループやオリコが「バーチャルカード」として展開している）。ETC TS CUBIC CARD単体型の追加発行も可能である。カード利用明細書は郵送では原則発行されず、Webサービス上での参照となる。ポイントサービスは利用料金1000円につき5ポイントが積算され、1000ポイント毎に1000円のキャッシュバック（0.5%還元）となる内容である。利用限度枠は原則10万円。

QUICPay(Yahoo!ポイント)
- ヤフーと提携し、2010年4月16日に開始した。クレジットサービスはおサイフくんQUICPayとほぼ同一であるが、入会にあたってはYahoo!JAPAN IDユーザーでYahoo!ポイント移行番号の入力が必須であり、利用額に応じて貯まるポイント（1000円につき5ポイント）は直接「Yahoo!ポイント」として積算される点、利用限度枠は10万円 - 100万円（限度枠の変更が可能）という部分が相違点として挙げられる。

トレッサ横浜スタイルカードプラス
- トレッサ横浜のポイントカード機能とQUICPayカード単体型を一体化した、形状的にはQUICPay決済専用の提携ハウスカードである。「おサイフくんQUICPay」とは異なり、TS3 JCBの会員番号は発番されず、16桁のハウスカード番号が券面に付番される。なお、ETC TS CUBIC CARD単体型を追加発行することは可能である。

## ETC TS CUBIC CARD
TS CUBIC CARD およびほとんどの提携カード会員は、本カードと紐付いたETCカードである「ETC TS CUBIC CARD」を申し込める。また、TS CUBIC CARDおよびENEOSカード（SPC）など一部の提携カードではETCカード機能を本カード（ICクレジットカード）のICチップに組み込んだETC一体型を選択することも可能。発行枚数は2008年11月には320万人を突破している。

## 会員情報誌
カード会員向け情報誌は、各種TS CUBIC CARD ゴールド会員向けの「Harmony（ハーモニー）」とレクサスカード会員向けの「moment（モーメント）」がある。
「Harmony」は2011年現在、電子書籍形態での無料配信を試験的に実施している。